# Lincolnshire Loop Line
| Stillgelegter Bahnhof Stixwould |                                                      |                                                      |                                                      |
| Streckenlänge: | ca. 95 km                                            |                                                      |                                                      |
| Spurweite: | 1435 mm (Normalspur)                                 |                                                      |                                                      |
| Zweigleisigkeit: | Peterborough–Spalding, Rest stillgelegt und abgebaut |                                                      |                                                      |
| |                                                      |                                                      |                                                      |
| \| \| \| von London \| \| \| \| 0 \| Peterborough \| Peterborough \| \| \| \| nach Syston und ehemals Yarmouth \| \| \| \| 5 \| nach Grantham (Werrington Junction) \| nach Grantham (Werrington Junction) \| \| \| 9 \| Peakirk \| Peakirk \| \| \| 11 \| St James Deeping \| St James Deeping \| \| \| 18 \| Littleworth \| Littleworth \| \| \| \| Strecke Bourne–Sutton Bridge \| \| \| \| \| von March \| \| \| \| \| Verbindung von Bourne und Sutton Bridge \| \| \| \| 26 \| Spalding \| Spalding \| \| \| \| nach Sleaford \| \| \| \| 33 \| Surfleet \| Surfleet \| \| \| 39 \| Algarkirk and Sutterton \| Algarkirk and Sutterton \| \| \| 43 \| Kirton \| Kirton \| \| \| \| South Forty-Foot Drain \| \| \| \| \| von Sleaford \| \| \| \| 50 \| Boston \| Boston \| \| \| \| Witham \| \| \| \| \| nach Skegness \| \| \| \| 57 \| Langrick \| Langrick \| \| \| 68 \| Dogdyke \| Dogdyke \| \| \| 69 \| Tattershall \| Tattershall \| \| \| \| von Little Steeping \| \| \| \| 74 \| Woodhall Junction (früher Kirkstead) \| Woodhall Junction (früher Kirkstead) \| \| \| \| nach Horncastle \| \| \| \| 78 \| Stixwould \| Stixwould \| \| \| 81 \| Southrey \| Southrey \| \| \| 85 \| Bardney \| Bardney \| \| \| \| nach Louth \| \| \| \| \| Witham \| \| \| \| 91 \| Five Mile House \| Five Mile House \| \| \| 96 \| Washingborough \| Washingborough \| \| \| \| (Washingborough Junction) \| \| \| \| \| von Sleaford (Greetwell East Junction) \| \| \| \| \| ehem. Südumfahrung Lincoln (Greetwell West Junction) \| \| \| \| \| Anschluss European Metal Recycling Co. \| \| \| \| 99 \| von Grantham (Sincil Junction) \| von Grantham (Sincil Junction) \| \| \| \| Verbindung von Barnetby nach Nottingham \| \| \| \| \| von Barnetby \| \| \| \| 100 \| Lincoln Central \| Lincoln Central \| \| \| \| nach Doncaster und ehemals Chesterfield \| \| |                                                      |                                                      |                                                      |
| Strecke |                                                      | von London                                           | von London                                           |
| Bahnhof | 0                                                    | Peterborough                                         | Peterborough                                         |
| Abzweig geradeaus und nach links |                                                      | nach Syston und ehemals Yarmouth                     | nach Syston und ehemals Yarmouth                     |
| Abzweig geradeaus und nach links | 5                                                    | nach Grantham (Werrington Junction)                  | nach Grantham (Werrington Junction)                  |
| ehemaliger Bahnhof | 9                                                    | Peakirk                                              | Peakirk                                              |
| ehemaliger Bahnhof | 11                                                   | St James Deeping                                     | St James Deeping                                     |
| ehemaliger Bahnhof | 18                                                   | Littleworth                                          | Littleworth                                          |
| Kreuzung geradeaus unten (Querstrecke außer Betrieb) |                                                      | Strecke Bourne–Sutton Bridge                         | Strecke Bourne–Sutton Bridge                         |
| Abzweig geradeaus und ehemals von rechts |                                                      | von March                                            | von March                                            |
| Abzweig geradeaus, ehemals von links und ehemals von rechts |                                                      | Verbindung von Bourne und Sutton Bridge              | Verbindung von Bourne und Sutton Bridge              |
| Bahnhof | 26                                                   | Spalding                                             | Spalding                                             |
| Abzweig ehemals geradeaus und nach links |                                                      | nach Sleaford                                        | nach Sleaford                                        |
| Bahnhof (Strecke außer Betrieb) | 33                                                   | Surfleet                                             | Surfleet                                             |
| Bahnhof (Strecke außer Betrieb) | 39                                                   | Algarkirk and Sutterton                              | Algarkirk and Sutterton                              |
| Bahnhof (Strecke außer Betrieb) | 43                                                   | Kirton                                               | Kirton                                               |
| Brücke über Wasserlauf (Strecke außer Betrieb) |                                                      | South Forty-Foot Drain                               | South Forty-Foot Drain                               |
| Abzweig ehemals geradeaus und von links |                                                      | von Sleaford                                         | von Sleaford                                         |
| Bahnhof | 50                                                   | Boston                                               | Boston                                               |
| Brücke über Wasserlauf |                                                      | Witham                                               | Witham                                               |
| Abzweig ehemals geradeaus und nach rechts |                                                      | nach Skegness                                        | nach Skegness                                        |
| Bahnhof (Strecke außer Betrieb) | 57                                                   | Langrick                                             | Langrick                                             |
| Bahnhof (Strecke außer Betrieb) | 68                                                   | Dogdyke                                              | Dogdyke                                              |
| Bahnhof (Strecke außer Betrieb) | 69                                                   | Tattershall                                          | Tattershall                                          |
| Abzweig geradeaus und von rechts (Strecke außer Betrieb) |                                                      | von Little Steeping                                  | von Little Steeping                                  |
| Bahnhof (Strecke außer Betrieb) | 74                                                   | Woodhall Junction (früher Kirkstead)                 | Woodhall Junction (früher Kirkstead)                 |
| Abzweig geradeaus und nach rechts (Strecke außer Betrieb) |                                                      | nach Horncastle                                      | nach Horncastle                                      |
| Bahnhof (Strecke außer Betrieb) | 78                                                   | Stixwould                                            | Stixwould                                            |
| Bahnhof (Strecke außer Betrieb) | 81                                                   | Southrey                                             | Southrey                                             |
| Bahnhof (Strecke außer Betrieb) | 85                                                   | Bardney                                              | Bardney                                              |
| Abzweig geradeaus und nach rechts (Strecke außer Betrieb) |                                                      | nach Louth                                           | nach Louth                                           |
| Brücke über Wasserlauf (Strecke außer Betrieb) |                                                      | Witham                                               | Witham                                               |
| Bahnhof (Strecke außer Betrieb) | 91                                                   | Five Mile House                                      | Five Mile House                                      |
| Bahnhof (Strecke außer Betrieb) | 96                                                   | Washingborough                                       | Washingborough                                       |
| Abzweig geradeaus und nach links (Strecke außer Betrieb) · Strecke von rechts (außer Betrieb) |                                                      | (Washingborough Junction)                            | (Washingborough Junction)                            |
| Strecke (außer Betrieb) · Abzweig ehemals geradeaus und von links |                                                      | von Sleaford (Greetwell East Junction)               | von Sleaford (Greetwell East Junction)               |
| Strecke (außer Betrieb) · Abzweig geradeaus und ehemals nach links |                                                      | ehem. Südumfahrung Lincoln (Greetwell West Junction) | ehem. Südumfahrung Lincoln (Greetwell West Junction) |
| Betriebs-/Güterbahnhof Strecke bis hier außer Betrieb · Strecke |                                                      | Anschluss European Metal Recycling Co.               | Anschluss European Metal Recycling Co.               |
| Strecke nach links · Abzweig geradeaus, von rechts und ehemals von links | 99                                                   | von Grantham (Sincil Junction)                       | von Grantham (Sincil Junction)                       |
| Kreuzung geradeaus unten (Querstrecke außer Betrieb) |                                                      | Verbindung von Barnetby nach Nottingham              | Verbindung von Barnetby nach Nottingham              |
| Abzweig geradeaus und von rechts |                                                      | von Barnetby                                         | von Barnetby                                         |
| Bahnhof | 100                                                  | Lincoln Central                                      | Lincoln Central                                      |
| Strecke |                                                      | nach Doncaster und ehemals Chesterfield              | nach Doncaster und ehemals Chesterfield              |

Die Lincolnshire Loop Line war eine ca. 95 km lange zweigleisige Bahnstrecke, die von der Great Northern Railway gebaut und betrieben wurde, um Peterborough über Spalding und Boston mit Lincoln zu verbinden. Die Strecke von Lincoln nach Boston wurde auch Witham Loop Line genannt, weil sie dem Verlauf des schiffbaren Flusses Witham folgte.

## Geschichte
Die Lincolnshire Loop Line wurde am 26. Juni 1846 als Teil der London and York Railway Bill durch das Parlament genehmigt. Die gerade umbenannte Great Northern Railway erwarb bereits 1846 die Navigationsrechte des Flusses Witham und begann 1847 mit dem Bau einer neuen Bahnlinie hauptsächlich entlang des Flusses. Die Bahnlinie wurde 1848 eröffnet und war für kurze Zeit die Hauptstrecke von London nach Nordengland und Schottland, bis die Strecke von Peterborough nach Doncaster eröffnet wurde. Die Strecke wurde abschnittsweise stillgelegt, wobei der Streckenabschnitt von Woodhall Junction nach Boston als erster bereits ab dem 17. Juni 1963 nicht mehr für den Personenverkehr genutzt wurde.

## Streckenverlauf
Die Strecke verlief durch Washingborough, Five Mile House, Bardney, Southrey, Stixwould, Tattershall, Dogdyke und Langrick. Die Strecke von Boston nach Spalding verlief über Kirton, den gemeinsamen Bahnhof von Algarkirk und Sutterton sowie über Surfleet. Ihre Trasse wird inzwischen durch die Straße A16 genutzt. Der letzte Abschnitt nach Peterborough verlief über die Bahnhöfe Littleworth, St James Deeping und Peakirk. Dieser Streckenabschnitt ist weiterhin in Betrieb, aber an den meisten Bahnhöfen wird nicht mehr gehalten. Es gibt nur noch vier für den Personenverkehr genutzte Bahnhöfe in Lincoln, Boston, Spalding und Peterborough North.

## Water Rail Way
Die Trasse von Boston nach Lincoln ist heute ein Teil des Nationalfahrradwegs 1 (National Cycle Route 1) und wird Water Rail Way genannt, ein Wortspiel aus den englischen Worten für Wasserralle (Water Rail) und Eisenbahn (Railway).